# Possidius de Calame
Possidius de Calame ou Possidonius, est évêque de Calama en Numidie (actuelle Guelma en l'Algérie) au Ve siècle. Né à Thagaste vers 360 Il a été disciple et biographe d'Augustin d'Hippone. C'est un saint chrétien fêté le 16 mai.

## Sources
Les sources écrites qui parlent de Possidius sont nombreuses et diverses (Actes des conciles africains ; Actes de la Conférence de Carthage ; lettres et traités d'Augustin, Chronique de Prosper). Néanmoins, la plupart ne font que citer son nom, indiquer les missions dont il est chargé ou rapporter quelques citations ; même ceux qui évoquent des moments de sa vie les présentent comme des cas typiques qui laissent sa figure dans l'ombre. Dans son livre Vita Augustini, il préfère se montrer discret sur lui-même pour mettre en avant son maître Saint-Augustin.

## Histoire et tradition
Possidius a été membre de la communauté monastique d'Augustin à Hippone, avec Alypius. Vers 397, il est élu évêque de Calame. Là, il fait face à l’opposition des donatistes. Il est choisi avec Alypius et Augustin pour représenter les évêques orthodoxes à la conférence de Carthage avec les donatistes en 411.
Il prend part aux conciles de Malevi (416) et de Carthage (419), réunis pour lutter contre l'hérésie pélagienne. Lorsque Calame est conquise par les Vandales en 429, Possidius se réfugie avec Augustin dans les murs d'Hippone. Possidius assiste Augustin sur son lit de mort, en 430, et lui ferme les yeux. Hippone est attaqué et incendié en 431. Possidius retourne à Calame.
En 437, il est exilé par le roi Genséric, qui veut imposer l'arianisme dans les territoires conquis. En exil, Possidius achève la rédaction de La Vie de saint Augustin.
Il meurt en exil vers 437, selon la tradition italienne à Mirandole où il avait trouvé refuge. Il est également l'auteur d'un Indiculus ou liste des écrits de saint Augustin. Il est compté parmi les pères fondateurs de l'ordre des chanoines réguliers, dits aussi de saint Augustin.